# Joseph Dorfman (Ökonom)
Joseph Dorfman (* 27. März 1904 in Russland; † 21. Juli 1991 in Manhattan) war ein amerikanischer Wirtschaftswissenschaftler. Sein Spezialgebiet war die Geschichte wirtschaftlichen Denkens.

## Leben
Nach seinem Abschluss am Reed College studierte Dorfman an der Columbia University, wo er seine Master- und Doktor-Grade erwarb.
Anschließend war er zunächst Assistent des Leiters des Institute of International Finance und tätig als Volkswirt für das National Industrial Conference Board.
Ab 1931 lehrte Dorfman an der Columbia University; 1948 ernannte sie ihn zum ordentlichen Professor und schließlich zum Emeritus.

## Werke
- "The Economic Mind in American Civilization" (5 Bände), Viking 1946–1959
- "Thorstein Veblen and His America" 1934
- "Chief Justice John Marshall: a Reappraisal" (1956)
- "Institutional Economics: Veblen, Commons and Mitchell Reconsidered" (1963)

## Preise und Auszeichnungen
- 1982: Distinguished Fellow der History of Economics Society
- 1974: Veblen-Commons Award der Association for Evolutionary Economics
- 1969: Präsident der Association for Evolutionary Economics
- 1935: Seligman-Preis der Columbia für ausgezeichnete Forschung